# Centrale nucleare di Bohunice
La centrale nucleare di Bohunice è una centrale nucleare slovacca, situata presso la città di Bohunice, nel Distretto di Trnava  nell'omonima regione. L'impianto è composto da 1 reattore HWGCR da 93 MW di potenza netta e da 4 reattori VVER440 per 1.706 MW. I 4 reattori VVER440 sono anche numerati in modo differente rispetto all'IAEA, i primi due come V1-1 e V1-2 e gli altri due come V2-1 e V2-2.

## Espansione dell'impianto
È in discussione il potenziamento dell'impianto con un reattore da 1000-1600 MW di potenza di tipologia ignota, è previsto che entri in funzione prima del 2025 per sopperire alla chiusura degli ultimi due reattori funzionanti dell'impianto.